# Elfen Lied
Elfen Lied (エルフェンリート Erufen Rīto?) este o colecție manga creată de către artistul Lynn Okamoto. Pe baza acestora a fost conceput un serial animat de televiziune. Acesta a fost produs de ARMS Studio. Anime-ul a fost difuzat pe canalul național TV Tokyo în 2004. Conținutul serialului prezintă și aspecte, evenimente și situații diferite față de cele ale benzii desenate. Odată cu finalizarea acestuia, a fost produs un episod special, menit să lămurească anumite aspecte care au lăsat un mare semn de întrebare legat de evoluția personajelor.
Titlul, pe care îl poarta atât anime-ul cât și volumele manga face referire la un poem german "Elf Song" - "Cântecul elfilor".
Elfen Lied este povestea unei specii de umanoizi, numiți Diclonius, care se remarcă prin prezențare pe cap a unor protuberanțe. Discriminarea față de aceștia se exteriorizează prin folosirea câtorva dintre ei în cadrul unor experimente. Prin tactici violente, oamenii voiau să studieze capacitățile, limitele și modul de gândire a acestora.
Temele abordate în Elfen Lied variază de la clișeul dublei personalități, identitatea socială la tortură, viața de familie, perceperea trecutului și a  prezentului. Serialul urmărește evoluția psihologică a personajelor, care sunt profund marcate de trecutul lor (trist de altfel).

## Genuri
Genurile predominante în acest serial sunt dramă, horror, psihologic și căteva tendințe de comedie. Macabrul se regăsește în scenele de tortură și de răzbunare a mutanților. Evoluția personajelor este marcată de felul în care gândesc, felul în care percep realitatea. Drama existenței acestor indivizi este explicată episod cu episod. De la orfani, oameni cu incapacități mentale, asasini lipsiți de conștiință, toate aceste personaje pot fi întâlnite pe durata celor 13 episoade. Elfen Lied implică teme de alieneare socială, identitate, prejudecată, condiții umane, răzbunare, abuz, gelozie și regret. Seria are și violență grafică.

## Personaje
Lucy/Nyuu/Kaede
Personaj principal (Diclonius) o fată de aproximativ 18 ani. Acest personaj este marcat de o dublă personalitate, ambele sale valori existențiale aflându-se în conflict. Lucy este mașina de ucis în timp ce Nyuu este cel mai inocent personaj al serialului. Lucy a dezvoltat sentimente puternice de ură pentru oameni, în principal, din cauza modului în care a fost tratată de majoritatea dintre ei când era copil; ei au făcut mișto de coarnele ei și i-au dat porecle jignitoare ei cum ar fi "Coarne". Când era copil a găsit un cățel care a fost ucis chiar în fața ei de către colegii ei de clasă, care au declanșat prima ei ucidere. În ciuda urii sale pentru oameni, ea este într-o relație cu Kouta încă de la întâlnirea lor de când erau copii, și nu-l va ucide sau oricine este implicat îndeaproape cu el, din cel mai probabil din vina incidentului care a avut loc cu ani în urmă. Ea pare să aibă lipsă de empatie, ucide fără a se preocupa de multe, și acționează oarecum sadic, torturând multe victime înainte de ale ucide (cum ar fi Bandou și Nana deși de fapt nu i-a ucis), cu toate acestea, spre sfârșitul seriei, ea începe să aibă remușcări pentru crimele sale, în special față de Kouta, al cărui tată și fiică ea i-a ucis. Ea este conștientă de "Nyu". În manga s-a dovedit că numele ei real este Kaede adică "Arțar roșu" atunci când l-a folosit pentru a semna o scrisoare pentru Kouta. Ca atare ea se abține de la ucidere în prezența lui cu excepția cazurilor din anime, când la final a ucis o întreagă echipa Special Assault în fața lui. Cu toate acestea, Lucy încă nu este mai presus de acte de gelozie, o dată cu vectoriile când Yuka a văzut mâinile ei deținându-l pe Kouta. După moartea ei, în manga, Kouta și fiica sa sunt abordați de către două gemene cu panglici în păr, puternic implicate pentru a avea o legătură între Lucy și Nyu.
- Nyu este personalitatea multiplă a lui Lucy, care s-a dezvoltat după ce a fost împușcată în casca de cofraj metalic cu un glonț 50 BMG. Nyu are o personalitate copilărească și cunoștințe infantile, uitând chiar și că este o Diclonis și modul de a utiliza  vectorii ei, lăsând-o echivalentă ca o "ființă umană cu coarne". Ea nu are inițial aptitudini lingvistice, fiind capabilă să spună doar "Nyu" și "Kouta" în cea mai mare parte a timpului dar cu toate acestea, ea învață în cele din urmă o mână de cuvinte și fraze (în manga) cum ar fi gen "Nu plânge Kouta!" și poate vorbi în cele din urmă în mod corespunzător, în ciuda faptului că mai folosește expresia lipsită de sens NYU ca sloganul ei. Nyu este nevinovată și incapabilă de acte de violență, dar o parte din Lucy în mod normal, rece și sadică, este manifestată de "partea ei bună". Ori de câte ori Nyu se lovește la cap se confruntă iar cu violeță și revine la partea ei rece și sadică, Lucy, deși este conștientă de acțiunile ei.În episodul 11, Nyu și-a tăiat părul ca să încerce să capete aspectul lui Kanae sora mai mică a lui Kouta care a decedat, la care acesta a afirmat că a spus lucruri oribile despre ea înainte de a muri din vina lui Lucy. Când Kouta a spus că Kanae nu-l va ierta niciodată pentru ceea ce a spus el, Nyu a copiat aspectul lui Kanae de păr scurt și un arc, și la care Nyu a spus "Sunt Kanae!" și a mai spus că-l iartă pe Kouta ca să numai fie trist. Întâmplător aceasta este coafura care a avut-o Lucy în tinerețe.
- Exprimată de: Sanae Kobayashi (japoneză), Kira Vincent-Davis (engleză)

Kouta
Kouta este personajul principal de sex masculin și deuteragonist al seriei Elfen Lied. El este afectat de o pierdere de memorie la care a asistat la moartea tatălui său și a surorii sale, l-a care mai târziu află că au fost omorâți de mâna lui Lucy care a acționat din gelozie. Episoadele prezintă în paralel evenimente la care aceste două personaje au luat parte. Kouta intră în poveste atunci când familia lui Yuka ia dat un restaurant închis numit Casa Kaede, atâta timp cât el susține, că își începe viața acolo, cu Yuka în timp ce merge la universitate. Datorită pierderii memoriei sale Kouta se poartă frumos cu alte fete și este foarte generos cu cele din jurul lui, pentru că el se poate referi la ele ca la amintirea surorii sale mai mici Kanae. El de asemenea uită în cea mai mare parte că el și Yuka au fost copii, cu toate că Yuka încă îl iubește. El s-a întâlnit cu Lucy prima dată în copilărie în timp ce părinții lui erau în vizită vara la Yuka. Când a mers la munte pentru a desena, ea tocmai a fugit de la orfelinat, când a ucis prima dată 4 copii (trei băieți și o fată). În anime el are o cutie muzicală care a achiziționat-o recent ce cânta "Lilium" și lovește o conversație cu ea, atunci când apare ea spune că îi place melodia de la cutia muzicală. El consideră că coarnele ei sunt fascinante și îi dă o pălărie să le acopere în timp ce sunt în public. El o întreabă dacă pot fi prieteni și petrece timpul cu ea, luând-o la grădina zoologică spunându-i că îi place să vadă "animale ciudate". În halucinațiile ei, Lucy a început să perceapă acest lucru ca un motiv pentru care Kouta se poartă frumos cu ea. Ea află despre vărul său și-l întreabă dacă este băiat ca să nu se supere din gelozie. Când a aflat că a mințit-o, ea s-a urcat împreună cu ei într-un tren și i-a ucis familia. Înainte de a pleca să o omoare pe Yuka, el abordează și strigă pentru ai spune spune să se oprească din uciderea oameniilor și ea a fugit. Amintirile lui pierdute sunt declanșate atunci când Lucy și-a utilizat vectoriile ucizând o duzină de soldați în fața lui. Reuniunea dintre Kouta și Lucy este foarte diferită. În manga, ambii se reunesc pe plajă, iar mai târziu la un far. Lucy  i-a explicat tot despre vocea ei interioară, și despre motivele pentru care i-a ucis familia înainte să fugă și cu disperare i-a spus că îi pare rău. În această versiune Kouta este chiar neiertător față de ea, afirmând că nu o va ierta pentru ceea ce a făcut, indiferend de câte ori și-ar cere scuze. El a mai spus de două ori că o urăște și a vrut să o omoare pentru aș răzbuna familia, deși alte acțiuni ar putea dezvălui că acesta este în continuare, îndragostit de ea, chiar și după cât de mult ea l-a nedreptățit, și s-a oferit să stea cu ea (cu condiția de a nu-l ucide din nou) și chiar a spus că și-ar risca viața pentru salvarea ei. În anime reuniunea dintre ei este la scările de piatră. Lucy nu a spus nimic despre vocea ei interioară, dar afirmă că s-a născut pentru a ucide oamenii, de asemenea ea îl asigură că poate face acest lucru în doar cinci ani, dar refuză pentru că asta ar însemna moartea lui. În această versiune, Kouta pare să înțeleagă că ceva cu adevărat oribil i s-a întâmplat, lui Lucy de s-a transformat într-un criminal cu sânge rece, și precizând că nu o poate ierta, de fapt el, admite deschis că încă o iubește, apoi se sărută și se îmbrățișează pasional, după care Lucy pleacă să se confrunte cu o hoardă de soldați care i-au adus sfârșitul.
- Exprimat de: Chihiro Suzuki (japoneză), Adam Conlon (engleză).

Yuka
Yuka este verișoara lui Kouta cam de aceeași vârstă ca el care se muta cu el la hanul Kaede. Rolul acestui personaj este cel de a dirija bunul mers a vieții de familie. Odată cu evoluția povestirii, mai multe personaje se vor aduna în preajma acestor personaje. Întâmplările prin care a trecut, l-au făcut pe Kouta să fie incapabil să se integreze de unul singur în cadrul unei așa zise familii. Yuka este cea care îl ajută să treacă peste momentele de slăbiciune. Ea a avut sentimente pentru Kouta încă din copilărie, și reacționează cu gelozie asupra lui când îi dă atenție lui Nyuu. Cu toate acestea se arată mai târziu că ea este geloasă pe orice fată, indiferent de vârstă, bănuind că ar putea fi aproape de Kouta, până la punctul în care  ar fi irațional, deși în anime gelozia lui Yuka se limitează în mare parte asupra lui Nyuu, pe care o consideră rivală pentru afecțiunea lui Kouta. La un moment dat sentimentele lor sunt reciproce, în timp ce Kouta și Yuka sunt în căutarea lui Nyuu (după ce a scăpat din laboratorul profesorului), adăpostindu-se în ploaie la altarul Sasuke Inari Shrine. În timp ce stăteau unul lângă celălalt pentru a se încălzi, Kouta își cere scuze pentru că nu și-a amintit de momentul în care au fost împreună când au fost copii, dar afirmă că își amintește că a plăcut-o întotdeauna. Cei doi apoi se sărută, cu Yuka devenind apoi excitată sexual, și promițând că vor fi mereu fiecare unul cu celălalt. Cu toate acestea, atunci când au găsit-o pe Nyuu, aceasta și Kouta se îmbrățișează și Yuka imediat a redevenit geloasă. Mayu a descris-o pe Yuka ca fiind "mama" de la han și pe Kouta un "tată". Yuka posedă o parte grijulie și matură, și se pare că este protectoare atât pentru Nyuu și Mayu, iar mai târziu pentru Nana. Este clar că lui Yuka îi pasă mult de fete la fel de mult, ca Kouta și nu este în măsură să se întoarcă împotriva lor ca copii care au fost abandonați de părinți și de societate. Cu toate acestea, în câteva moduri, ea este un adolescent tipic, mai ales când vine vorba de sentimentele ei pentru Kouta și fetele care au venit să locuiască cu ei. În ultimul capitol ea este prezentă refăcând hanul cu ceilalți. Zece ani mai târziu, Kouta și Yuka sunt căsătoriți și au o fiică numită Nyuu Jr.
- Exprimată de: Mamiko Noto (japoneză), Nancy Novotny (engleză).

Nana
Diclonius. Antrenată de cei care au prins-o pe Lucy, are rolul de a o aduce înapoi la bază, dar se împrietenește cu Nyuu, Kouta și Yuka și rămâne împreună cu familia lor.

## Diclonius
Această specie, considerată extrem de periculoasă reprezintă inamicul numărul 1 al omenirii. Cele câteva exemplare, considerați mutanți lipsiți de conștiință au fost supuse mai multor experimente. Oamenii de știință voiau să descopere abilitățile și slăbiciunile acestora.
Specia Diclonius se remarcă prin prezența a două coarne pe fruntea acestora. Diclonius intră în comă atunci când cineva le rup coarnele, însă Lucy reușește să le recupereze de două ori. De asemenea, ei dispun de anumite brațe invizibile, numite vectori. Acestea sunt armele principale ale acestor indivizi.
Vectorii sunt capabili să distrugă și să taie absolut orice material. De asemenea sunt folosiți la parcurgerea unor distanțe mai mari, dând impresia că acel personaj posedă abilități de zbor. Vectoriile lor de obicei au o gamă limitată de câțiva metri, dar lungimea variază între fiecare Diclonius. Diclonius au de asemenea, abilitatea de a se simți unii pe alți. Un punct-cheie de dezbatere în întreaga serie este tendința Dicloniilor față de violență. Mulți dintre ei au o vendetă împotriva oameniilor, și au ambiția de a elimina din rasa umană și a popula lumea cu propria lor specie. Aceasta este contestată și contrazisă în cursul serii cu privire la modul în care Diclonius dezvoltă comportamentul lor violent, indiferent dacă aceasta este parte din ADN-ul lor genetic sau dacă provine de la abuzul oameniilor.

## Stilul și tema
În comentariile făcute de directorul Mamoru Kanbe pe site-ul Elfen Lied, el a declarat că a intenționat să ia la îndoială anime-ul și a discutat despre valorile referitoare la modul în care oamenii erau împărțiți între ei prin diferență, precum și-n convingerea că atrocitățile comise, în serie cum ar fi cele ale lui Lucy sunt puternic influențate de modul în care sunt tratați oamenii de semenii lor. Seria discută frecvent evenimentele și tratamentul care definește caracterul uman într-un fel, și problemele care decurg prin discriminare, precum și contraste sălbatice între compasiunea și răzbunarea oameniilor, prin răzbunare puternică în comparație cu trecutul lui Lucy și memoria lui Kouta. Temele, cum ar fi genocidul și încercarea de a "purifica" pământul apar una după alta de asemenea în anime. Atât Diclonii cât și specia umană, simt nevoia de a popula pământul cu propriile lor mâini, și să fie șterși de la unul la altul. Mamoru Kanbe a citat acest lucru în legătură cu dorința oameniilor de a se arunca reciproc afară și de a fi separați unii de alți. De-a lungul seriei, exista o mare de sânge, groază și violență grafică precum și violență psihologică. Unul din motivele cele mai prevalente din serie este umanitatea Dicloniilor, mai ales în contrast față de umanitatea oameniilor obișnuiți. Un cronicar a descris seria ca fiind "destul de dedicată câtorva dintre factorii mai întunecați și mai duri ai naturii umane." De-a lungul seriei, există incidente diferite de bătăi normale, experimente crude și ucidere în masă. De asemenea cruzimea față de animale este prezentă atunci când doi băieți tineri au bătut fără milă un cățel până când moare, deși actul este înafara ecranului, o cantitate abundentă de sânge este indicată. O majoritate a episoadelor conțin cantități grafice de violență, inclusiv cazuri de tortură, și de la un punct în serie este abordată consecința de viol a unui copil. Seria include scene care prezintă nuditate de sex feminin și limbaj puternic. Seria juxtapune de multe torturi diferite și genuri care au fost descrise Anime News Network ca "sume nebune de amestec de violență cu o doză mare de ultra-inteligență". Seria echilibrează temele sale întunecate, cu romantism subplot, precum și multe momente comice.